# けいマルガールズ
けいマルガールズは、より多くの人に競輪という競技の魅力を知ってもらうためのPR活動等を行うため、公式アンバサダーとして結成された女性3人組のユニット。（活動期間	2019年12月16日 - 2022年3月31日）

## 概要
2019年、公益財団法人JKAが運営する競輪初心者向けウェブサイト「けいりんマルシェ」で、競輪未経験者や初心者などより多くの人に、競輪という競技の魅力を知ってもらうためのPR活動を行う公式アンバサダーとして「けいマルガールズ」が結成されることになった。
385名の応募者の中から7名が書類選考とオーディションにより選出され、候補生としての様々な活動、投票による獲得票数、候補生本人のSNSでの情報拡散力などにより最終選考が行われ、田村響華、八伏紗世、開坂映美の3名が選抜された。
2020年に入り、イベントやレース会場でのトークショー等で活動を開始したが、折からの新型コロナ感染拡大により、予定されていたイベントや競輪のレースそのものの中止が相次ぎ、活動の機会が大幅に失われてしまった。
グループやメンバーそれぞれのオンライン企画等で活動は続き、同年11月からはCS放送のTV番組にレギュラー出演するなどしたが、コロナ禍の影響により本格的な活動ができないまま、2022年3月31日をもってけいマルガールズとしての活動を終了することとなった。

## 略歴
2019年
- 8月23日　公益財団法人JKAが運営するウェブサイト「けいりんマルシェ」で、競輪初心者に「競輪の楽しさ」をPRするための公式アンバサダーを選考するための「けいマルガールズプロジェクト」が発表され、募集が開始された[6]。[注 1]
- 9月第1週　『第1回けいマルガールズ候補生オーディション』が都内で行われ、385名の応募の中から書類審査を通過した15名がオーディションに参加した[7]。
- 9月20日　オーデイションを通過した7名が選出され、競輪未経験であった、太田理恵、川井優沙、開坂映美、三間エレナ、村上りいな、田村響華、八伏紗世の7名が、けいマルガールズ候補生として発表された[8][9]。
- 9月27日　候補生7名のプロフィールビデオが公開された[10]。
- 10月1日　最終オーディションが開始され、候補生は競輪を勉強しながら競輪車券の購入や競輪場内外でのグルメリポートなどに挑戦し、けいりんマルシェ内に開設された投票ページでの獲得票数や、候補生本人のSNSでの情報拡散力などにより12月15日までの約2ヵ月半の期間で選考が行われた。候補者は、競輪観戦や勉強会などで得た知識で、自らが予想をして競輪車券を買ったり、競輪場のグルメリポートをしたりと日々奮闘した[11]。
- 12月14日　候補生のファンを招いて、「けいマルガールズ候補生と観る　競輪観戦オフ会」が、川崎競輪場で行われた[12]。
- 12月17日　田村響華、八伏紗世、開坂映美の3名がけいマルガールズに決定、発表された[13][14][15]。そのまま、けいマルガールズの初仕事として、発表会と同会場で行われていた「KEIRINグランプリ2019前夜祭」で選手等へのインタビューを行った[16]。

2020年

　※新型コロナ感染拡大により、予定されていたイベントや競輪のレースそのものの中止が相次ぎ、活動の機会が大幅に失われた。
- 4月12日　Youtubeで、初のレギュラー番組「けいマルガールズと一緒にミッドナイト競輪やろっ♡」が配信開始された。（3月18日にプレ配信）
- 11月6日、CS放送等で初のTVレギュラー番組「ミッドナイトBINGO!」が放送開始。

2022年

- 3月3日、けいマルガールズとして活動してきた三人の活動は3月31日をもって終了することが発表された[18]。
- 3月26日、YouTubeで不定期に配信してきた「けいマルガールズと一緒にミッドナイト競輪やろっ♡・最終回」に出演したのが、けいマルガールズ3名での最後の仕事となった[19]。

## メンバー
| 名前                        | 生年月日               | 血液型 | 出身地   | 身長    | スリーサイズ | 職業          | 所属会社                                                               |
| --------------------------- | ---------------------- | ------ | -------- | ------- | ------------ | ------------- | ---------------------------------------------------------------------- |
| 田村響華 （たむらきょうか） | 1996年10月16日（28歳） | AB型   | 和歌山県 | 160cm   | 非公表       | 声優          | MILLENNIUM PRO （みれにあむぷろ）                                      |
| 八伏紗世 （やぶせさや）     | 1998年9月28日（26歳）  | AB型   | 大阪府   | 170cm   | 78-58-86     | モデル 女優   | 株式会社derive→01familia (ディライヴ→2021年10月からゼロイチファミリア) |
| 開坂映美 （かいさかえみ）   | 1993年5月27日（31歳）  | O型    | 神奈川県 | 164.5cm | 85-60-85     | グラドル 女優 | フリーランス                                                           |

## 出演

### イベント
- KEIRINグランプリ2019前夜祭 選手等へのインタビュー（2020年12月16日、京王プラザホテル）[20]
- 川崎競輪協賛レース表彰式 花束贈呈及びトークショー（2019年12月20日、川崎競馬場）[21]
- 『KEIRINグランプリ2019』『有馬記念』コラボ予想トークショー（2019年12月21日、WINS立川・立川競輪場 ）[22] - 開坂映美のみ
- トークショー及び「ヤンググランプリ2019」表彰式プレゼンター（2019年12月29日、立川競輪場）[23]
- 『第74回 日本選手権競輪』PRイベント（2020年2月11日、豊橋競輪場）[24]
- 2019年JKA優秀選手表彰式 トークショー及び受賞者インタビュー（2020年2月17日、ザ・プリンス パークタワー東京「コンベンションホール」）[25]
- 「ヤンググランプリ2020」表彰式（2020年12月29日、平塚競輪場）[26]

### テレビ
- パンサーの競輪LIVEでやってます オッズパーク杯ガールズグランプリ2019（2019年12月28日、BS日テレ）[27]
- ミッドナイトBINGO!(2020年11月6日-2022年3月、SPEEDチャンネル)[28]

### ライブストリーミング放送
- けいマルガールズと一緒にミッドナイト競輪やろっ♡（2020年3月18日・4月12日-2022年3月26日、YouTube)